# Tobias Koy
Tobias Koy (* 1757 in Wien (Bécs); † 3. Juli 1809 in Buda) war ein ungarischer Hofbeamter in Buda und Entomologe österreichischer Abstammung.

## Leben und Werk
Koy wuchs in Wien auf. 1787 kam er als ungarischer Kammerschatzmeister nach Buda. In seiner Freizeit sammelte er Insekten in der Gegend um Budapest und berichtete in zwei Artikeln über seine Sammlungen. Koys Schmetterlingssammlung ist von historischer Bedeutung und wird im ungarischen Museum für Naturgeschichte aufbewahrt.
Koy wurde am 1. März 1798 aus eher „formellen“ Gründen (wohl zur Förderung von Wissenschaftskontakten) zusammen mit dem Hofbeamten Mauritius Johann Böhm mit der Matrikelnummer 1005 und dem akademischen Beinamen „Aelianus IV.“ in die Deutsche Akademie der Naturforscher Leopoldina aufgenommen.